# Яссы (жудец)
Уезд Я́ссы (рум. Judeţul Iaşi) — румынский уезд в регионе Западная Молдавия.

## География
Площадь уезда составляет 5476 км². Уезд расположен на равнине между реками Сирет и Прут, по его территории протекают река Бахлуй и её приток Богонос. Административный центр Яссы расположен на берегу реки Жижия.
Соседние уезды:
- Нямц на западе
- Ботошань и Сучава на севере
- Васлуй на юге
- Унгенский район Молдавии на востоке

## История
Ясский уезд существовал со времён турецкого владычества. Часть его территории была присоединена к Российской империи по Бухарестскому договору 1812 года, где первоначально назывался Ясским уездом Бессарабской области; однако, поскольку уездным городом были Бельцы, уезд был переименован в Белецкий, а затем Бельцкий. Административным центром основной части уезда остались Яссы.

## Население
Согласно переписи населения 2002 года в уезде проживают 816 910 человек. Уезд Яссы является третьим по численности населения в Румынии после Бухареста и уезда Прахова. В течение последних 60 лет население уезда увеличилось почти в два раза:
- 1948: 431 586 чел.
- 1956: 516 635 чел.
- 1966: 619 027 чел.
- 1977: 729 243 чел.
- 1992: 811 342 чел.
- 2002: 816 910 чел.
- 2011: 723 553 чел.
- 2016: 919 049 чел.[1]

98 % населения составляют румыны. В регионе также много цыганских поселений. До второй мировой войны значительный процент населения составляли евреи.

## Административное деление
В уезде находятся 2 муниципия, 3 города и 93 коммуны.

### Муниципии
- Яссы (Iaşi)
- Пашкань (Paşcani)

### Города
- Тыргу-Фрумос (Târgu Frumos)
- Хырлэу (Hârlău)
- Поду-Илоаей (Podu Iloaiei)

### Коммуны
- Кукутень

## Экономика
Из-за рельефа уезд является в основном сельскохозяйственным. Промышленность сосредоточена только в городах. Основные сферы:
- Химическая
- Фармацевтическая
- Металлургия и тяжёлая промышленность
- Текстильная
- Пищевая

## Туризм
В уезде есть множество мест, представляющих интерес для туристов:
- город Яссы
  - Дворец Культуры
  - Православный кафедральный собор
  - Холм Копоу
  - Ясский Трёхсвятительский монастырь
- Дворец Руджиноаса
- Дворец Стурза в Миклаушень
- Дом-музей Василе Александри в Мирчешть
- Дом-музей Константина Негруцци в Хермезиу
- Города Пашкани, Тыргу-Фрумос и Хырлэу

## Археология
В последней четверти V тысячелетия до н. э. на одном из поселений в Кукутень румынский археолог М. Дину нашёл глиняные модельки колёс от игрушечных повозок. Об этом он сообщил в 1981 году.